# Guilherme de Vasconcelos Abreu
Guilherme Augusto de Vasconcelos Abreu (Coimbra, 1842 — 1907) foi um orientalista, militar, geógrafo, literato e escritor português. 

## Biografia
Era filho de Vítor Madail de Abreu (Coimbra, 1811 - Coimbra, 1868), funcionário português e combatente da Causa Liberal, o qual, aos 15 anos, em 1821, se alistou no Batalhão Académico, e em 1828, depois do fracasso da Revolução Liberal, emigrou pela Galiza para a Grã-Bretanha e Irlanda e, dali, seguiu para a Ilha Terceira, onde participou no Combate da Vila da Praia, a 11 de Agosto de 1829, foi à Ilha de São Miguel e entrou na Acção da Ladeira da Velha, desembarcou com o Exército Libertador no Mindelo a 8 de Julho de 1832, e tomou parte nos combates do Cerco do Porto e das Campanhas seguintes, que, acabada a Guerra Civil Portuguesa, foi nomeado Escrivão e Tabelião em Coimbra, e que, sendo Cartista, mas não Cabralista, recolheu em sua casa, nos anos de 1842 a 1846, muitos Patuleias.
Emigrou para o Brasil e a Índia. Nas diversas ocasiões em que viajou para as colónias de Portugal na Índia foi muito respeitado pelo povo local. Foi o último dos portugueses a poder ler, no original, o Mahabharata, o Sutta-pitaka, o Tripitaca ou Ramayana.
O seu interesse pelas línguas orientais, especialmente o sânscrito, língua sagrada dos Indianos e uma das mais importantes línguas literárias indo-europeias, modificou radicalmente o rumo da sua vida. Especializou-se naquela língua na França, na Alemanha e na Inglaterra, e quando regressou a Portugal licenciou-se em Matemática e Engenharia Naval pela Universidade de Coimbra e foi nomeado professor de Língua e Literatura Sânscritas do Curso Superior de Letras de Lisboa.  Foi companheiro de Aniceto dos Reis Gonçalves Viana e apoiou o movimento pela "ortografia simplificada", que viria a resultar na Reforma Ortográfica de 1911.
No seu ensaio Os Contos, Apólogos e Fábulas da Índia, Lisboa, 1902, demonstrou a influência indireta do Sânscrito no Português presente no Auto de Mofina Mendes de Gil Vicente. Esta sua pista foi seguida por Selma de Vieira Velho na sua tese "A Influência da Mitologia Hindú na Literatura Portuguesa dos Séculos XVI e XVII", 2 vol., Macau 1988.

## Obras
- Curso de Literatura e Língua Sânscrita Clássica e Védica (1879-98), em cinco volumes.
- Bases da ortografia portuguesa (1885) (eBook)
- Os Contos, Apólogos e Fábulas da Índia, 1902 — traduções de contos indianos retirados do Sutta-pitaka, Tripitaca e do Ramayana ou Mahabharata.  Foi o primeiro livro em língua portuguesa que definiu o termo yoga.